# Túrkeve
Túrkeve is een plaats (város) en gemeente in het Hongaarse comitaat Jász-Nagykun-Szolnok. Túrkeve telt 10 181 inwoners (2002). De buurgemeenten zijn Mezőtúr en Kisújszállás.
Om iets of iemand uit Túrkeve aan te duiden gebruikt men lokaal wel de korte vorm kevi in plaats van túrkevi.
De plaats is bekend voor zijn kuurbaden, zijn festivals, met name het "Kevi-Juhászfesztival" en ook zijn gastronomische specialiteiten. Voor de plaats is het toerisme dan ook een belangrijke bron van inkomsten. De plaats wordt zowel bezocht door Hongaarse als buitenlandse toeristen, de meesten uit Duitsland.
De streek van Túrkeve is reeds sinds de prehistorie bewoond. De naam Túrkeve is een samentrekking van twee delen. Túr verwijst naar de oude naam van de Hortobágy-Berettyó-rivier. Keve is een oude Hongaarse persoonsnaam, welke van een leider van de Hunnen stamt. In de taal van de Hunnen en in het oud-Hongaars heeft 'kevi" de betekenis van steen, in het moderne Hongaars is dit kő.
De plaats ligt nabij het Nationaal Park Körös-Maros, met daarin de rivier Hortobágy-Berettyó en zijn prachtige landschappen. Er is een bijzondere flora en fauna te vinden.